# Подгайцы (Кировоградская область)
Подгайцы (укр. Підгайці: до 1946 года — Большая Мамайка) — село в Великосевериновской сельской общине Кропивницкого района Кировоградской области Украины.
Население по переписи 2001 года составляло 1145 человек. Почтовый индекс — 27613. Телефонный код — 522. Код КОАТУУ — 3522581207.

## Известные уроженцы
- Говоров, Фёдор Иванович — Герой Советского Союза.
- Вже потрібно писати нових героїв, які загинули у війні проти Росії.